# Frères Beovardi
Jean-Jacques et Dominique Beovardi, frères jumeaux, nés le 5 mars 1983 à Ajaccio (Corse), sont des judokas français. Ils évoluent en ju-jitsu « Duo System » et « Duo Show » (« expression libre »).

## Biographie
Jean-Jacques et Dominique Beovardi grandissent à Ajaccio en Corse. 
Ils commencent le judo à l'âge de cinq ans à l'ASPTT judo Ajaccio puis se tournent vers le ju-jitsu à l'âge de 30 ans. Ces adhérents à l'ASPTT Judo Ajaccio sont depuis 2014 membres de l'équipe de France de ju-jitsu, sélectionnés par Christophe Brunet, entraîneur de l'équipe de France de ju-jitsu lors d'un stage de sélection à l'INSEP les 1er et 2 février 2014. 
Ils remportent en avril 2014 le championnat de France à Châtellerault. S'ensuit une sélection aux championnats du monde de ju-jitsu « duo system » à Paris où ils décrochent la médaille d'or.
Le 27 novembre 2014, ils décrochent leur première médaille d'or aux championnats du monde de ju-jitsu à Paris (France).
Le 21 novembre 2015, les deux frères décrochent la médaille d'or en Duo Show (expression libre) lors des championnats du monde à Bangkok.

## Palmarès

### Championnats du Monde
- Médaille d'or aux Championnats du Monde 2014 à Paris (France)[3]
- Médaille d'or aux Championnats du Monde 2015 à Bangkok (Thaïlande)[6]

### Championnats de France
- Médaille d'or aux championnats de France 2014 à Châtellerault[2].
- Médaille d'or aux championnats de France 2015 à Épinal[7].
- Médaille d'or aux championnats de France 2016 à Foix[8].

### Tournois Nationaux et Internationaux
- Médaille d'argent  au tournoi national de Marseille 2013.
- Médaille d'or au tournoi national d'Aquitaine à Dax 2013.
- Médaille d'argent au tournoi international du Nord à Mouvaux 2013.
- 3e au niveau national en décembre 2013.
- Médaille d'argent au tournoi international d'Orléans 2014.
- Médaille d'or au tournoi national de Lyon 2014.
- Médaille d'or au tournoi national d'Aquitaine à Dax 2014.
- Numéro 3 mondial en « Duo System » en décembre 2014.
- Numéro 1 au niveau national en décembre 2014.
- Médaille d'or au tournoi international d'Orléans 2015[9],[10]
- Médaille de bronze  au tournoi International de Paris 2015
- Numéro 3 mondial en « Duo System » en décembre 2015.
- Numéro 1 mondial en « expression libre » en décembre 2015